# 159
159（百五十九、ひゃくごじゅうきゅう）は自然数、また整数において、158の次で160の前の数である。

## 性質
- 159は合成数であり、約数は 1, 3, 53 と 159 である。
  - 約数の和は216。
    - 約数の和が立方数になる6番目の数である。1つ前は142、次は187。
- 53番目の半素数である。1つ前は158、次は161。
- 全ての自然数は159個以下の素数の和で表される[要出典]。
- 1/159 = 0.0062893081761… (下線部は循環節で長さは13)
  - 逆数が循環小数になる数で循環節が13になる5番目の数である。1つ前は158、次は212。
- 各位の和が15になる5番目の数である。1つ前は96、次は168。
- 各位の積が各位の和の3倍になる2番目の数である。1つ前は66、次は167。(オンライン整数列大辞典の数列 A062035)
- 各位の平方和が107になる最小の数である。次は195。(オンライン整数列大辞典の数列 A003132)
  - 各位の平方和が n になる最小の数である。1つ前の106は59、次の108は666。(オンライン整数列大辞典の数列 A055016)
- 159 = 5 × 25 − 1
  - 5番目のウッダル数である。1つ前は63、次は383。(オンライン整数列大辞典の数列 A003261)

## その他159に関連すること
- 西暦159年
- 日本の電話（NTT東日本・NTT西日本）が2000年9月20日から行っているサービス「空いたらお知らせ159」の番号は159番である[1]。
- アルファロメオ・159
- 第159代ローマ教皇はウルバヌス2世（在位：1088年3月 - 1099年7月29日）である。
- 理論上考えられる炭素数11のアルカンの異性体の数は159。
- 国鉄159系電車 - かつて日本国有鉄道で使用されていた修学旅行列車。
- 年始から159日目の日付は6月8日（閏年だと6月7日）。